# Salvard
Salvard (en arménien Սալվարդ) est une communauté rurale du marz de Syunik en Arménie. En 2011, elle compte 226 habitants.

## Géographie

### Situation
Salvard est située à 19 km de Sisian et à 123 km de Kapan, la capitale régionale.

### Topographie
L'altitude moyenne de Salvard est de 1 940 m.

### Territoire
La communauté couvre 4 253 hectares, dont :
- 4 065 ha de terrains agricoles ;
- 90 ha de terrains industriels ;
- 1 ha d'aires protégées ;
- 25 ha d'eau[3].

## Politique
Le maire (ou plus correctement le chef de la communauté) de Salvard est depuis 2008 Vardan Mesrobyan.
| Début | Fin      | Nom              | Parti          |
| ----- | -------- | ---------------- | -------------- |
| 2005  | 2008     | Beniamin Ivanyan |                |
| 2008  | 2012     | Vardan Mesrobyan | Sans étiquette |
| 2012  | En cours | Vardan Mesrobyan | Sans étiquette |

## Économie
L'économie de la communauté repose principalement sur l'agriculture.

## Démographie
| 2001 | 2008 | 2011 |
| ---- | ---- | ---- |
| 418  | 401  | 226  |